# Inter*Face
Inter*Face (tytuł stylizowany jako INTER*FACE) – 15. album studyjny (18. w ogóle) Klausa Schulzego, wydany 1985 roku w Niemczech nakładem wytwórni Brain jako płyta winylowa.
Później kilkakrotnie wznawiany.

## Album

### Historia i muzyka
Album Inter*Face został nagrany przez Klausa Schulzego w lipcu i sierpniu 1985 roku w jego studiu w Hambühren. W realizacji nagrań wziął udział perkusista Ulli Schöber, ponieważ Schulze nie był w stanie nawiązać kontaktu ze swoim poprzednim perkusistą Michaelem Shrieve’em. Schöbera spotkał podczas koncertu w Celle, po czym zaproponował mu zagranie partii perkusyjnych na swoim albumie. Jak stwierdził w jednym z wywiadów: „Ulli przyszedł wtedy do studia i zagrał partie na bębnach Simmonsa. Potem widzieliśmy się jeszcze kilka razy prywatnie, ale później jakoś straciliśmy kontakt”.
Muzyka brzmi nieco nowocześniej, niż na poprzednich albumach. Jego pierwsza strona to typowe nawiązanie do brzmienia lat 80., bez stosowania popu. Natomiast utwór tytułowy, najdłuższy na płycie (trwający 25 minut), stanowi nawiązanie do dokonań artysty z lat 70.

### Lista utworów
Lista i informacje według źródła:
Seite 1
| 1. | On The Edge             | 7:52  |
|    |                         |       |
| 2. | Colours In The Darkness | 9:12  |
|    |                         |       |
| 3. | The Beat Planante       | 7:22  |
|    |                         |       |
|    |                         | 24:26 |
|    |                         |       |
Seite 2
| 1. | Inter * Face | 24:34 |
|    |              |       |
|    |              | 24:34 |
|    |              |       |

### Informacje
- Klaus Schulze – kompozycja, wykonanie (keyboardy), nagranie i produkcja
- Ulli Schöber –  gong, kotły, kongi
- miksowanie – Klaus Schulze, Ulli Schöber
- okładka, design – Klaus Schulze, Stefan Böhle

### Wznowienia

#### 1997
Album został wznowiony w 1997 roku w Niemczech nakładem wytwórni Manikin Records jako płyta kompaktowa, zawierająca ten sam zestaw utworów, co wydawnictwo winylowe z 1985 roku.
| 1. | On The Edge             | 7:58  |
|    |                         |       |
| 2. | Colours In The Darkness | 9:12  |
|    |                         |       |
| 3. | The Beat Planante       | 7:24  |
|    |                         |       |
| 4. | Inter*Face              | 24:49 |
|    |                         |       |
|    |                         | 49:23 |
|    |                         |       |

#### 2006, 2016
15 wrzesnia 2006 roku został wydany ponownie nakładem Revisited Records jako CD z dwoma dodatkowymi utworami. Utwory te: „The Real Colours in the Darkness” i „Nichtarische Arie” według komentarza Schulzego „bardzo się różnią. Pierwszy jest bardzo spokojny, drugi dość rytmiczny dzięki perkusji – i ma wokal. Nawiasem mówiąc, wokal tutaj wykonał Rainer Bloss. Jego głównym instrumentem był fortepian, ale potrafił też śpiewać i grać na basie, a także był wykształconym kompozytorem. 
| 1. | On The Edge                               | 7:58    |
|    |                                           |         |
| 2. | Colours In The Darkness                   | 9:13    |
|    |                                           |         |
| 3. | The Beat Planante                         | 7:24    |
|    |                                           |         |
| 4. | Inter*Face                                | 24:49   |
|    | Bonus Tracks:                             |         |
| 5. | The Real Colours In The Darkness          | 12:02   |
|    |                                           |         |
| 6. | Nichtarische Arie (A Not So Hidden Track) | 13:47   |
|    |                                           |         |
|    |                                           | 1:15:13 |
|    |                                           |         |
- Michael Schmitz – koordynator wznowienia
- Klaus D. Mueller – producent wznowienia, zdjęcia, teksty książeczki dołączonej do albumu
- Davide Franco, Markus Schurr – tłumaczenia tekstów książeczki
- Thomas Ewerhard – layout wznowienia

Kolejne wznowienie (tej samej wersji) ukazało się 30 września 2016 roku nakładem niemieckiej wytwórni MIG (Made In Germany), specjalizującej się we wznowieniach.

## Opinie krytyków
Zdaniem Jima Brenholtsa z AllMusic „Inter*Face to rozczarowanie”. Pierwsze trzy utwory „są co najwyżej przeciętne”, dopiero „utwór czwarty, tytułowy, to klasyczny Schulze”. Cała płyta jest – w jego ocenie „nierówna, przeznaczona wyłącznie dla zagorzałych fanów Schulzego”.
Zbliżone oceny i opinie przedstawili recenzenci z Prog Archives. ZowieZiggy () stwierdził: „Obawiam się, że to nie jest świetny album. Rozumiem, że artysta nie zawsze może być w pełni swojej twórczej wrażliwości, ale zawsze mnie to bolało”. Wyróżnił nagranie tytułowe, „Interface”, nazywając je przyzwoitym utworem, niezłym, ale też nie rewelacyjnym, do pewnego stopnia spełniającym obietnice: „Piękno niektórych wcześniejszych i świetnych albumów w końcu się ujawnia. Melodyjne klawisze, wspaniałe muzyczne pejzaże, eteryczne i czyste dźwięki. To prawdziwa podróż w czasie do dawnych (...) czasów. Na utwór tytułowy zwrócił uwagę również Bonnek (): „Utwór tytułowy powraca do charakterystycznego brzmienia Schulzego z lat 70. Efekty kosmiczne, ciepłe dźwięki – tak, jak lubią fani. Ale dla mnie ważniejsze jest to, że jest naprawdę całkiem niezły, nie wybitny, ale wystarczająco dobry, aby zasłużyć na miejsce w kolekcji fanów Schulzego”.